# Конант, Джеймс Брайант
Дже́ймс Бра́йант Ко́нант (англ. James Bryant Conant; 26 марта 1893[…], Дорчестер — 11 февраля 1978[…], Хановер, Нью-Гэмпшир) — американский химик, президент Гарвардского университета, Верховный комиссар, а затем первый посол США в Западной Германии.
Получив степень доктора философии в 1916 году в Гарварде, в период Первой мировой войны Конант служил в Армии США, где занимался разработкой химического оружия. В 1919 году он стал старшим преподавателем химии в Гарварде, а в 1929 получил почётное звание Профессора органической химии имени Шелдон Эмери. Он исследовал физическую структуру природных соединений, в особенности, хлорофилла; Конант был одним из первых, кто изучал сложные взаимосвязи между химическим равновесием и скоростью химических реакций. Он исследовал биохимию оксигемоглобина, дав представление о метгемоглобинемии, заболевании крови, а также высказал ряд идей, лежащих в основе современных теорий кислот и оснований.
В 1933 году Конант стал президентом Гарвардского университета с программой реформ, которая предусматривала отказ от ряда устоявшихся традиций, включая рейтинг успеваемости и требования к лекциям по латыни. Он отменил спортивные стипендии и ввёл политику «расти или уходи», согласно которой учёные, которые не были повышены в должности, были уволены. Он поспособствовал принятию вступительного теста SAT и совместного обучения полов. Во время его президентства женщины впервые были приняты в Гарвардскую медицинскую школу и Гарвардскую юридическую школу.
Конант был назначен в Национальный исследовательский комитет по обороне (NDRC) в 1940 году, став его председателем в 1941. На этой позиции он курировал важные исследовательские проекты военного времени, включая разработку синтетического каучука и Манхэттенский проект, в рамках которого была разработана первая атомная бомба. 16 июля 1945 года Конант был одним из высокопоставленных лиц, присутствовавших на полигоне Аламогордо для ядерного испытания «Тринити», первой детонации атомной бомбы, и был частью Временного комитета (Interim Committee), который посоветовал президенту Гарри С. Трумэну применить атомную бомбу в Японии. После войны он работал в Объединённом совете по исследованиям и разработкам (JRDC), который был создан для координации стремительно развивающихся исследований в области обороны, и в влиятельном Генеральном консультативном комитете (GAC), в Комиссии по атомной энергии (AEC); в последней должности он советовал президенту не начинать программу разработки водородной бомбы.
В последние годы работы в Гарварде Конант читал лекции для студентов по истории и философии науки и писал книги, объясняющие научные методы для неспециалистов. В 1953 году он ушёл с поста президента Гарварда и стал Верховным комиссаром США в Германии и контролировал восстановление её суверенитета после Второй мировой войны, а затем был послом в Западной Германии до 1957 года. Вернувшись в Соединённые Штаты, он подверг критике образовательную систему в таких работах, как «Американская старшая школа сегодня» (1959), «Трущобы и пригороды» (1961) и «Образование американских учителей» (1963). Между 1965 и 1969 годами Конант, страдающий заболеванием сердца, работал над автобиографией «Мои несколько жизней» (1970). Перенеся серию инсультов в 1977, он умер в доме престарелых в следующем году.

## Биография

### Ранние годы
Джеймс Брайант Конант родился в Дорчестер, штат Массачусетс 26 марта 1893 года, он был третьем ребёнком и единственным сыном Джеймса Скотта Конанта, фотоцинкографа, и его жены Дженнетт Орр. Конант был одним из 35 мальчиков, которые успешно сдали вступительный экзамен в Латинскую школу Роксбери в Уэст-Роксбери в 1904 году. Он окончил её в 1910 году и был одним из лучших учеников. Воодушевлённый своим учителем естествознания, Ньютоном Х. Блэком, он поступил в Гарвардский колледж,, где изучал физическую химию у Теодора У. Ричардса и органическую химию. Он также был редактором студенческой газеты «The Harvard Crimson». После получения степени бакалавра, он приступил к работе над докторской двойной диссертацией. Первая часть под руководством Ричардса касалась «Электрохимического поведения жидких натриевых амальгам»; а вторая, под руководством Колера, была «Исследование некоторых производных циклопропана». Гарвард присвоил Конанту степень доктора философии в 1916 году.
В 1915 году Конант вместе с двумя химиками-выпускниками Гарварда, Стэнли Пенноком и Чонси Лумисом, основал компанию LPC Laboratories. В одном из одноэтажных зданий Куинса, Нью-Йорк они открыли фабрику по производству химикатов, применяемых в фармацевтической промышленности, таких как бензойная кислота, которые продавались по высоким ценам из-за прекращения импорта из Германии в условиях Первой мировой войны. В 1916 году после ухода с поста химика-органика Роджера Адамса, вакансию предложили Конанту. Поскольку Конант мечтал об академической карьере, он принял предложение и вернулся в Гарвард. 27 ноября 1916 года на фабрике произошёл взрыв, Пеннок и двое рабочих погибли, а фабрика была полностью уничтожена. Одной из причин происшествия был ошибочный метод проверки, разработанный Конантом.
После того, как США объявила войну Германии, Конант был назначен вторым лейтенантом Санитарного корпуса армии США и получил назначение в Корпус Американского университета, где начал заниматься разработкой отравляющих газов. Первоначально его работа была сосредоточена на горчичном газе, но в мае 1918 года Конант возглавил подразделение, которое занималась разработкой люизита. 20 июля 1918 года он был произведён в майоры. Сначала для производства люизита была сооружена опытная установка, а затем и полнофункциональная фабрика в Кливленде, но война закончилась, прежде чем люизит был применён в бою.
После окончания войны Конант возвратился в Гарвард, где 1 сентября 1919 года получил должность старшего преподавателя химии. В следующем году он обручился с дочерью Ричардса, Грейс Тайер Ричардс («Петти»). Они поженились в часовне Эпплтон (Appleton Chapel) в Гарварде 17 апреля 1920 года. В их семье родились двое сыновей: Джеймс Ричардс Конант в мае 1923 и Теодор Ричардс Ричардс Конант в июле 1928 года.

### Преподавание
В 1924 году Конант стал адъюнкт-профессором. В 1925 году он отправился в Германию на восемь месяцев, в то время — столицу химического мира. Там Конант посетил основные университеты и лаборатории и встретился с многими передовыми химиками, в том числе с Теодором Курциусом, Казимиром Фаянсом, Хансом Фишером, Артуром Ганчем, Гансом Меервейном, Якобом Майзенхаймером, Германом Штаудингером, Адольфом Виндаусом и Карлом Циглером. После того, как Конант вернулся в США, Артур Эймос Нойес предложил ему перейти в Калифорнийский технологический институт. На что президент Гарварда, Эббот Лоуренс Лоуэлл, выступил с контрпредложением: немедленное повышение до профессора с зарплатой в 7 тыс. долларов в год (что примерно эквивалентно US $103029 по состоянию на 2020) и ежегодное пособие на исследования в размере 9 тыс. долларов. Конант принял решение остаться в Гарварде. В 1929 году он стал почётным профессором органической химии имени Шелдона Эмери, а в 1931 году — заведующим кафедрой химии.
В период с 1928 по 1933 годы Конант опубликовал 55 статей. Значительная часть его работ, подобно двойной диссертации, сочетало химию природных соединений с физической органической химией. Основываясь на наблюдениях за скоростью реакций в химическом равновесии, Конант одним из первых пришёл к выводу, что кинетика этих систем в одних случаях прямолинейна и проста, а в других достаточно сложна. Он исследовал влияние структуры галогеналканов на скорость замещения иодидами, что в сочетании с более ранней работой Финкельштейна, привело к формированию реакции Конанта — Финкельштейна, или, проще, реакции Финкельштейна. Открытым недавно применением этой реакции является получение йодированного поливинилхлорида из обычного. Сочетание работы Конанта по кинетике гидрирования с работой Георгия Кистяковского по изменению энтальпии этой реакции стало основой для дальнейшего развития теории гиперконъюгации (англ. hyperconjugation).
Исследования Конанта поспособствовали развитию более полного понимания природы кислот и оснований. Он исследовал свойства некоторых кислот, которые были во много раз сильнее, чем растворы минеральных кислот в воде. Конант окрестил их «сверхкислотами»  и заложил основу для разработки функции кислотности Гаммета. В исследованиях использовалась уксусная кислота в качестве растворителя, и они показали, что ацетат натрия ведёт себя как основание в таких условиях. Это наблюдение согласуется с теорией кислот и оснований Брёнстеда-Лоури, но не может быть объяснено с помощью более старых подходов теории Аррениуса — Оствальда. В работе с Джорджем Уиландом, расширенной Уильямом Кирком Макьюеном, рассматривались свойства углеводородов как очень слабых кислот, включая ацетофенон, фенилацетилен, флуорен и дифенилметан. Конанта вместе с Брёнстедом, Лоури, Льюисом и Гамметтом можно считать основоположниками современного понимания кислот и оснований.
Между 1929 и его уходом из химического исследования в 1933, Конант опубликовал статьи в Science, Nature, и в Journal of the American Chemical Society о хлорофилле и его структуре. Хотя полная структура не была им изучена, его работа поспособствовала окончательному её определению в 1939 году Нобелевским лауреатом Гансом Фишером. Работа Конанта касательно хлорофилла была признана, когда он был принят в качестве иностранного члена Королевского общества 2 мая 1941 года. Он также опубликовал три статьи, описывающие полимеризацию изопрена для приготовления синтетического каучука.
Другое направление исследований касалось биохимии гемоглобин-оксигемоглобиновой системы. Конант провёл серию экспериментов по электрохимическому окислению и восстановлению, следуя примеру известного немецкого химика и нобелевского лауреата Фрица Хабера. Он определил, что железный центр в метгемоглобине является окисным железным (FeIII) центром, в отличие от двухвалентного железного (FeII) центра, обнаруженного в нормальном гемоглобине, и эта разница в степени окисления является причиной метгемоглобинемии, заболевания, которое вызывает гипоксию ткани.
Конант написал учебник по химии вместе со своим бывшим учителем естествознания Блэком под названием «Практическая химия», который был опубликован в 1920 году, с переизданием в 1929 году. В 1937 году учебник был заменён их «Новой практической химией», которая была переиздана в 1946 году. Учебник оказался популярным; он был принят 75 университетами, и Конант получил тысячи долларов гонорара. За свои достижения в области химии он был награждён медалью Николса Американского химического общества в 1932 году, медалью Чендлера Колумбийского университета в 1932 году, а также высшей награды Американского химического общества — медали Пристли в 1944 году. Конант также получил премию Чарльза Латропа Парсонса в 1955 году за государственную службу. Он был избран членом Американской академии искусств и наук в 1924 году, и Национальной академии наук в 1929 году. Среди известных учеников Конанта — Пол Даути Бартлетт, Джордж Уиланд и Фрэнк Вестхаймер. В 1932 году он также был удостоен членства в Академии наук Германии «Леопольдина».
После нескольких месяцев лоббирования и дискуссий, правящий орган Гарварда, Гарвардская корпорация, объявил 8 мая 1933 года, что Конант был избран следующим президентом Гарварда. Альфред Норт Уайтхед, выдающийся профессор философии Гарварда, не согласился с решением, заявив: «Корпорация не должна была избирать химика на пост президента». «Но, — напомнил ему член корпорации Гренвилл Кларк, — Чарльз Элиот был химиком, и наш лучший президент тоже». "Я знаю, — ответил Уайтхед, — но Элиот был плохим «химиком».

### Президент Гарварда
9 октября 1933 года Конант стал Президентом Гарвардского университета. На своей инаугурации он принял устав и печать, представленные Иоанну Леверетту Младшему в 1707 году, но отказался от ряда других обычаев, включая пение «Gloria Patri» и латинской молитвы. Это был признак грядущих событий. Хотя, в отличие от некоторых других университетов, Гарвардский университет не требовал знания греческого или латинского языка для поступления, они стоили двойных баллов при поступлении, и такие студенты, как Конант, которые изучали латынь, получили степень A.B., в то время как те, кто не изучал, получил S.B. Одна из его первых попыток реформирования состояла в том, чтобы отменить это различие; на это ушло более десяти лет. Но в 1937 году он написал:
Я не понимаю, как можно добиться больших успехов, будучи студентом, ...изучающим историю и литературу, без знания латыни. Я не понимаю, как человек может продвинуться далеко в любой области науки без глубокого понимания математики, и если в школе было с ней плохо, вероятно, необходимый математический анализ и так далее не будет изучен в студенческие годы. Я знаю, что человек не может быть химиком-исследователем без знания немецкого языка. Трудно усвоить его как первый язык в колледже.
Другие реформы включали отмену рейтингов классов и спортивных стипендий, но его первая, самая длинная и ожесточённая борьба была за реформу срока пребывание преподавателей в должности, которая заключалась в принципе «Расти или уходи», согласно которой учёные, которые не были повышены в должности, были уволены. Небольшое количество внепрофессиональных должностей было отведено выдающимся учёным. Эта политика вызвала недовольство младших преподавателей и чуть не привела к увольнению Конанта в 1938 году. Конант любил говорить: «Вот черепаха. Она прогрессирует только тогда, когда высовывает шею».

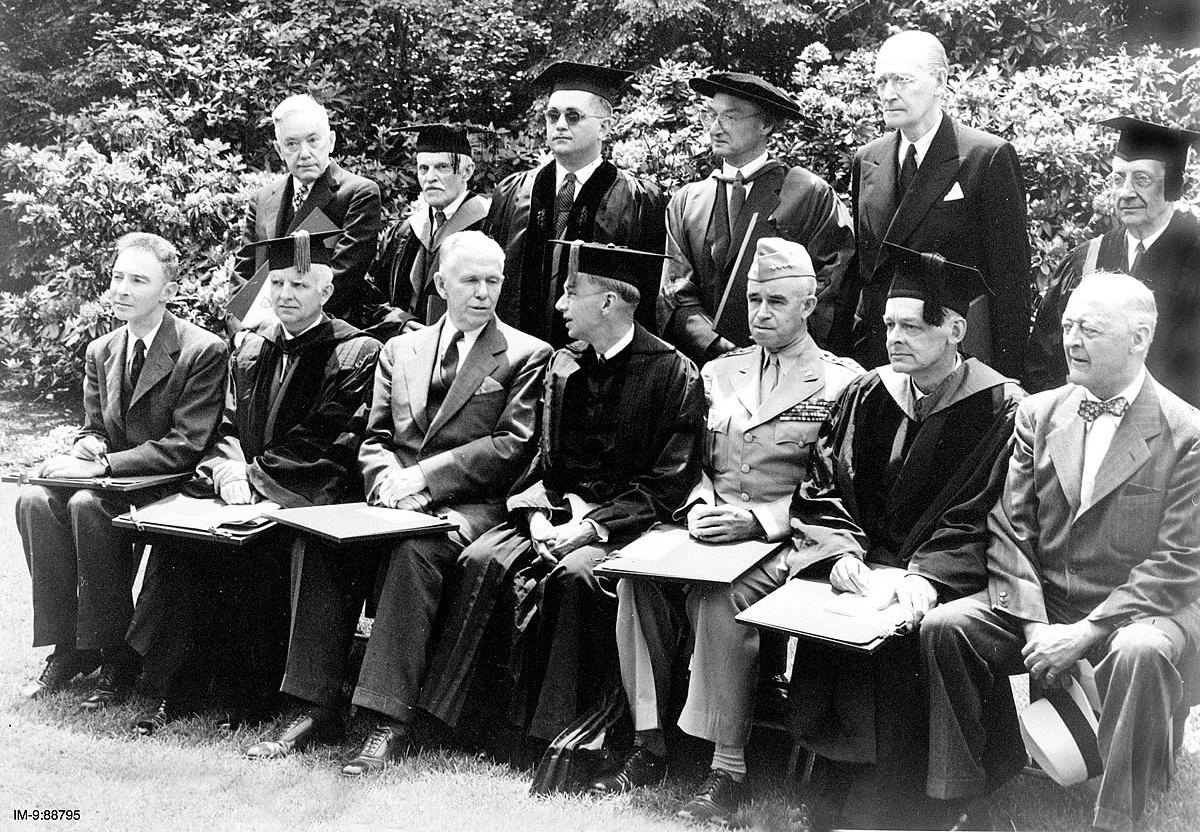
Присуждение почётных степеней в Гарварде Роберту Оппенгеймеру (слева), Джорджу К. Маршаллу (третий слева) и Омару Н. Брэдли (пятый слева) в июне 1947 года. Конант сидит между Маршаллом и Брэдли. Маршалл воспользовался случаем, чтобы объявить план Маршалла.

Конант ввёл новые специальности в области образования, истории науки и государственной политики учредил стипендию Нимана для обучения журналистов в Гарварде, первая из которых был вручена в 1939 году. Он поддерживал студентов-выходцев из рабочего класса, ввёл Гарвардскую национальную стипендию для малоимущих студентов. Был открыт колледж Dudley House как место, где могли остановиться иногородние студенты. Конант попросил двух своих помощников, Генри Чонси и Уильяма Бендера, определить, является ли тест на академическую способность (SAT) хорошим показателем академического потенциала. Когда они сообщили, что это так, Конант принял его. Он вёл десятилетнюю кампанию по консолидации служб тестирования, что привело к созданию в 1946 году Службы образовательного тестирования во главе с Чонси.
Вместо того, чтобы проводить отдельные, но идентичные курсы для студентов из Radcliffe College, Конант организовал совместное обучение. Во время своего президентства женщины были приняты в Гарвардскую медицинскую школу в 1945 году и Гарвардскую юридическую школу в 1950 году. Лоуэлл, предшественник Конанта, ввёл 15-процентную квоту для еврейских студентов в 1922 году, за что Конант проголосовал в поддержку. Позднее эта квота была заменена географическими предпочтениями, что также ограничивало приём евреев. По словам историков Мортона и Филлис Келлер, «позиция Конанта в отношении квот в начале 1920-х годов, его предпочтение студентам из небольших городов и городов Юга и Запада, и его холодный ответ на тяжёлое положение еврейских студентов-беженцев от Гитлера предполагает, что он разделяет мягкий антисемитизм, свойственный его социальной группе и времени. Но его приверженность меритократии позволила принять способных евреев как студентов и преподавателей».
Хотя Конант отказался участвовать в работе Чрезвычайного комитета по оказанию помощи перемещённым немецким учёным, Гарвард присудил почётные степени двум известным учёным, Томасу Манну и Альберту Эйнштейну, в 1935 году.

### Национальный исследовательский комитет по вопросам обороны
В июне 1940 года, когда в Европе уже шла Вторая мировая война, Вэнивар Буш, директор Института Карнеги в Вашингтоне, привлёк Конанта к участию в Национальном исследовательском комитет по обороне (NDRC), хотя он оставался президентом Гарварда. Буш предполагал, что NDRC соберёт учёных для «проведения исследований по созданию и совершенствованию средств, методов и материалов ведения войны». Хотя Соединённые Штаты ещё не вступили в войну, Конант был не одинок в своём убеждении, что Нацистская Германия должна быть остановлена и что Соединённые Штаты неизбежно окажутся втянутыми в конфликт. Таким образом, с точки зрения Конанта, неотложной задачей была организация американской науки для войны. Он стал руководителем Отдела Б исследовательского комитета, отвечающего за бомбы, топливо, газы и химикаты. 28 июня 1941 года Рузвельт подписал Распоряжение № 8807, в соответствии с которым было создано Бюро научных исследований и разработок (OSRD), с Бушем в качестве его директора. Конант сменил Буша как председатель Национального исследовательского комитета по обороне (NDRC), который был включён в состав OSRD. Роджер Адамс, коллега Конанта в Гарварде в 1910-х годах, сменил его на посту главы Отдела В. Конант стал «движущей силой» NDRC по кадровым и политическим вопросам. NDRC будет работать рука об руку с исследованиями Армии и Флота, дополняя, а не вытесняя их. Ему специально было поручено исследование ядерного деления.

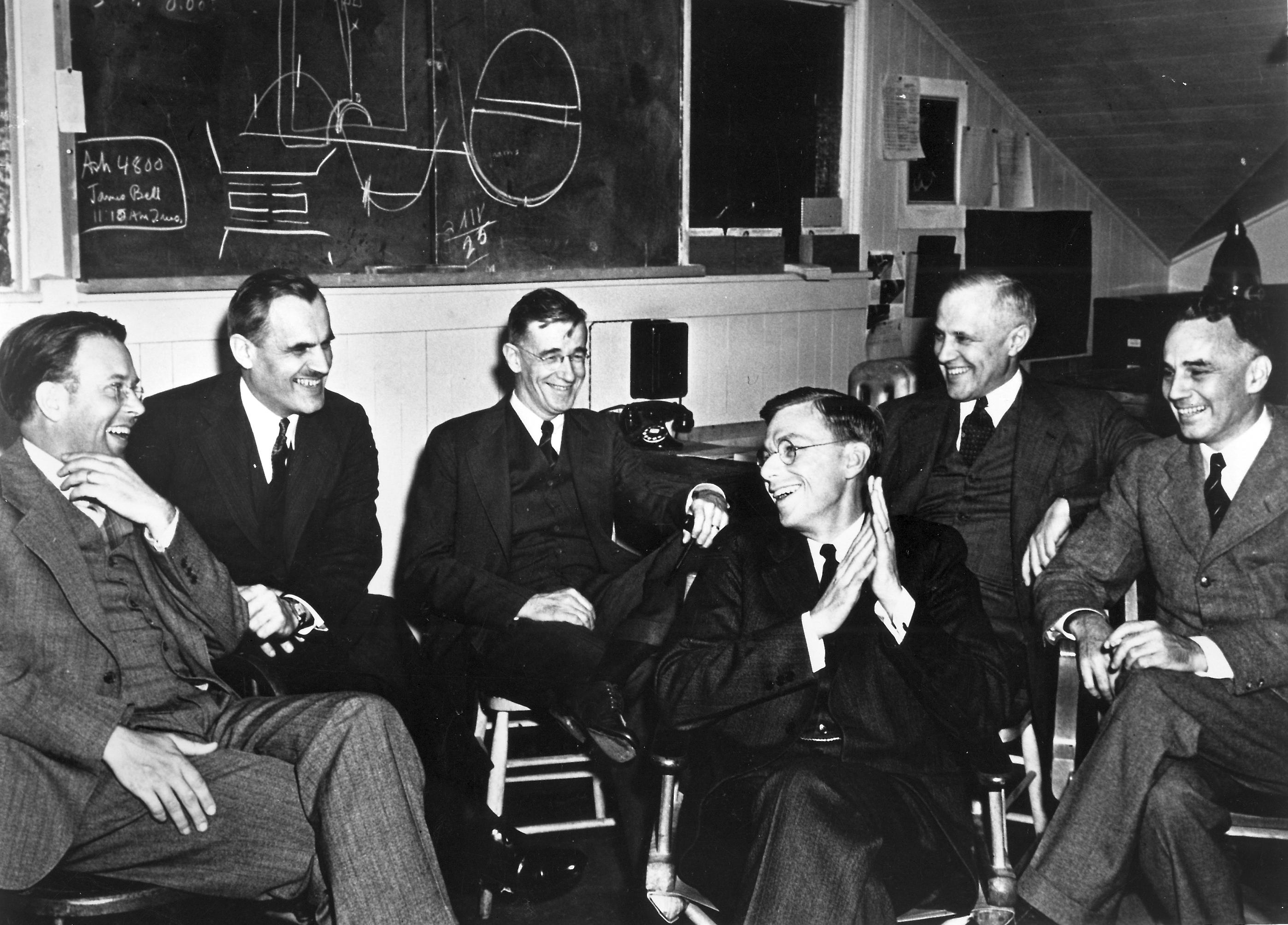
Конант на встрече в Калифорнийском университете, Беркли в 1940 году. Слева направо: Эрнест О. Лоуренс, Артур Х. Комптон, Ванневар Буш, Конант, Карл Т. Комптон и Альфред Л. Лумис

В феврале 1941 года Рузвельт отправил Конанта в Великобританию в качестве главы миссии, в которую также входили Фредерик Л. Ховде из Университета Пердью и Кэрролл Л. Уилсон из Массачусетского технологического института, чтобы оценить проводимое там исследование и перспективы сотрудничества. Британская техническая и научная миссия в 1940 году показала, что американские технологии отстают от британских во многих областях, в частности, в радиообнаружение; начался поиск вариантов сотрудничества. Конант обедал с премьер-министром Уинстоном Черчиллем и Фредериком Линдеманом, его ведущим научным советником, и с имел аудиенцию у короля Георга VI в Букингемском дворце. На последующей встрече Линдеманн рассказал Конанту о прогрессе Великобритании в разработке атомной бомбы. Что больше всего поразило Конанта, так это убеждённость Британии в том, что это возможно. Тот факт, что британская программа опередила американскую, натолкнула Конанта на мысль, что немецкий проект ядерной энергетики может тем более иметь значительные успехи, так как Германия была признана мировым лидером в ядерной физике. Позже в том же году Черчилль, как ректор Университета Бристоля, присудил Конанту почётную степень доктора юридических наук «заочно».
Впоследствии Конант решил ограничить сотрудничество с Великобританией в области ядерной энергии, особенно в её послевоенных аспектах, и стал участвовать в горячих переговорах с Уоллесом Акерсом, представителем британского атомного проекта Tube Alloys по разработке ядерного оружия во время Второй мировой войны. Жёсткая позиция Конанта исключить британских учёных из совместной разработки, кроме тех случаев, когда их помощь была необходима, привела к ответным действиям британцев и полному разрыву сотрудничества. Однако в 1943 году Рузвельт заключил Квебекское соглашение с Черчиллем, которое восстановило полное сотрудничество между США и Великобританией. После Квебекской конференции Черчилль посетил Конанта в Гарварде, где Конант вручил ему почётную степень доктора юридических наук, как ответный жест на аналогичные действия Черчилля в 1941 году. После того, как Соединённые Штаты вступили в войну в декабре 1941 года, Бюро научных исследований и разработок (OSRD) передало проект по созданию атомной бомбы, более известный как Манхэттенский проект, Армии, с бригадным генералом Лесли Р. Гровсом в качестве директора проекта. На собрании, в котором участвовал Конант, было решено, что Гровс должен нести ответственность перед небольшим Комитетом по военной политике во главе с Бушем и Конантом как его заместителем. Таким образом, Конант продолжал участвовать в управлении Манхэттенским проектом на самом высоком уровне.
В августе 1942 года Рузвельт назначил Конанта в Комитет по исследованию резины. Возглавляемый Бернардом М. Барухом, советником и доверенным лицом Рузвельта, комитету было поручено пересмотреть программу по производству синтетического каучука. Корпорации использовали патентные законы для ограничения конкуренции и сдерживания инноваций. Когда японская оккупация Малайи, Северного Борнео и Саравака, за которой последовала японская оккупация Индонезии, перекрыла 90 процентов поставок натурального каучука, разработка синтетических заменителей стала неотложным приоритетом. Барух занимался сложными политическими вопросами; Конант занимался техническими. Комитет вынес ряд рекомендаций, включая строительство и эксплуатацию 51 фабрики для поставки материалов, необходимых для производства синтетического каучука. Технические проблемы преследовали программу вплоть до 1943 года, но к концу 1944-го заводы работали с годовой мощностью более миллиона тонн, большая часть которой были бутадиен-стирольные каучуки.
В мае 1945 года Конант стал частью Временного комитета (Interim Committee), который был сформирован для консультации нового президента Гарри С. Трумэна по вопросам ядерного оружия. Временный комитет решил, что атомная бомба должна быть применена против промышленной цели в Японии как можно скорее и без предупреждения. 16 июля 1945 года Конант был среди высокопоставленных лиц, которые присутствовали на полигоне Аламогордо для ядерного испытания Тринити, первой детонации атомной бомбы. После войны Конант стал беспокоиться о растущей критике в Соединённых Штатах бомбардировок Хиросимы и Нагасаки со стороны таких фигур, как Рейнгольд Нибур. Он сыграл важную «закулисную» роль в формировании общественного мнения, подстрекая и затем редактируя влиятельную февральскую статью «Решение использовать атомную бомбу» 1947 года в журнале «Харперс Мэгэзин» (англ. Harper’s Magazine). В статье, написанной бывшим военным министром Генри Л. Стимсоном вместе с Мак-Джордже Бэнди, подчёркивалось, что атомные бомбардировки Хиросимы и Нагасаки были использованы, чтобы избежать возможности «более миллиона жертв», по данным, полученных в оценках Объединённого комитета начальников штабов (США) в 1945 году.

### Холодная война
Закон об атомной энергии 1946 года, переводящий контроль над атомной энергетикой от военных институтов к гражданским, привёл к замене Манхэттенского проекта на Комиссию по атомной энергии (AEC) 1 января 1947 года. Закон также учредил Генеральный консультативный комитет (GAC) в рамках AEC для оказания ему научных и технических рекомендаций. Ожидалось, что Конант будет возглавлять GAC, но эту должность занял Роберт Оппенгеймер, директор Лос-Аламосской национальной лаборатории военного времени, которая спроектировала и разработала первые атомные бомбы. В то же время был создан Объединённый совет по исследованиям и разработкам (JRDC) для координации оборонных исследований, и Буш попросил Конанта возглавить его подкомитет по атомной энергии, в который также входил Оппенгеймер.

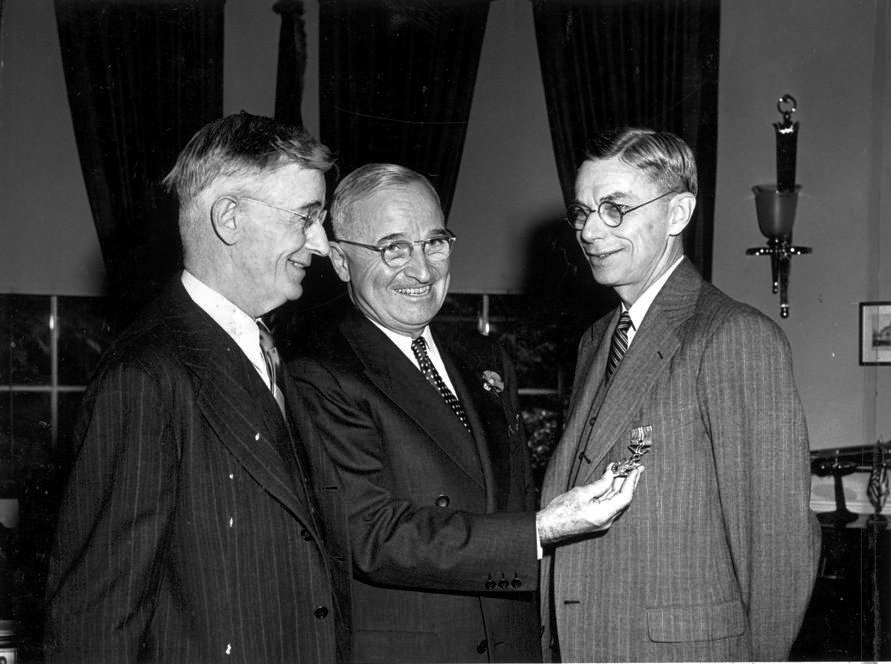
Президент Гарри С. Трумэн, в центре, в 1948 году вручает Конанту, справа, гражданскую награду — медаль «За заслуги» с бронзовой пальмой. Ванневар Буш смотрит слева.

К сентябрю 1948 года начала распространяться красная угроза, и Конант призвал запретить наём преподавателей, которые были коммунистами, но не увольнять тех, кто уже был нанят. Начались дебаты о том, могут ли педагоги коммунистических взглядов преподавать аполитичные предметы. Конант был членом Комиссии по образовательной политике (EPC) с 1941 года. На собрании в марте 1949 года, стремление Конанта к запрету было поддержано президентом Колумбийского университета генералом армии Дуайтом Д. Эйзенхауэром. Они нашли общий язык в своих взглядах на идеологическое образование, которое Конант назвал «демократическим». Он рассматривал государственное образование не как побочный эффект американской демократии, а как одну из основных движущих сил, Конант не одобрял государственное финансирование религиозных школ, которое он наблюдал в Австралии во время своего визита в 1951 году. Он призывал увеличить федеральные расходы на образование и повысить налоги для перераспределения богатств. Свои взгляды Конант изложил в книгах «Образование в разделённом мире» в 1948 году, и «Образование и свобода» в 1951 году. В 1952 году он пошёл дальше и одобрил отставку учёных, которые ссылались на Пятую поправку к Конституции США на допросе Комиссии по расследованию антиамериканской деятельности.
После «протеста» учёных, недовольных Конантом в 1950 году, он не получил пост президента Национальной академии наук, что стало признаком снижения его влияния; эту должность занял Детлев Бронк, президент Университета Джонса Хопкинса. Генеральный консультативный комитет (GAC) был чрезвычайно влиятельным в конце 1940-х годов, но противодействие Оппенгеймера и Конанта разработке водородной бомбы, которая была отменена Трумэном в 1950 году, уменьшила статус комитета. Он понизился ещё больше, когда Оппенгеймер и Конант не были назначены повторно, когда срок их полномочий истёк в 1952 году, лишив GAC двух его самых известных членов. Конант был назначен в Национальный совет по науке, который управлял новым Национальным научным фондом, и был избран его председателем, но у этого органа было мало финансового или политического влияния. В апреле 1951 г. Трумэн назначил Конанта в Совет при президенте США по науке и технике, но он не станет влиятельным органом до администрации Эйзенхауэра.
Опыт Конанта в Манхэттенском проекте убедил его в том, что общественность нуждается в лучшем понимании науки, и он попытался возродить программу истории и философии науки в Гарварде. Он лично взял на себя инициативу, преподавая новый курс для студентов «О понимании науки». Его курсовые заметки стали основой для одноимённой книги, изданной в 1948 году. В 1952 году он начал преподавать ещё один курс «Философия науки» для бакалавров. В своих лекциях и работах по философии науки он в значительной степени опирался на учения своего коллеги по Гарварду Уилларда Ван Орман Куайна. Конант внёс четыре главы в «Историю Гарварда в экспериментальной науке» в 1957 году, в том числе отчёт об опровержении теории флогистона. В 1951 году он опубликовал «Наука и здравый смысл», в которой он попытался объяснить методы учёных неспециалистам.

### Верховный комиссар

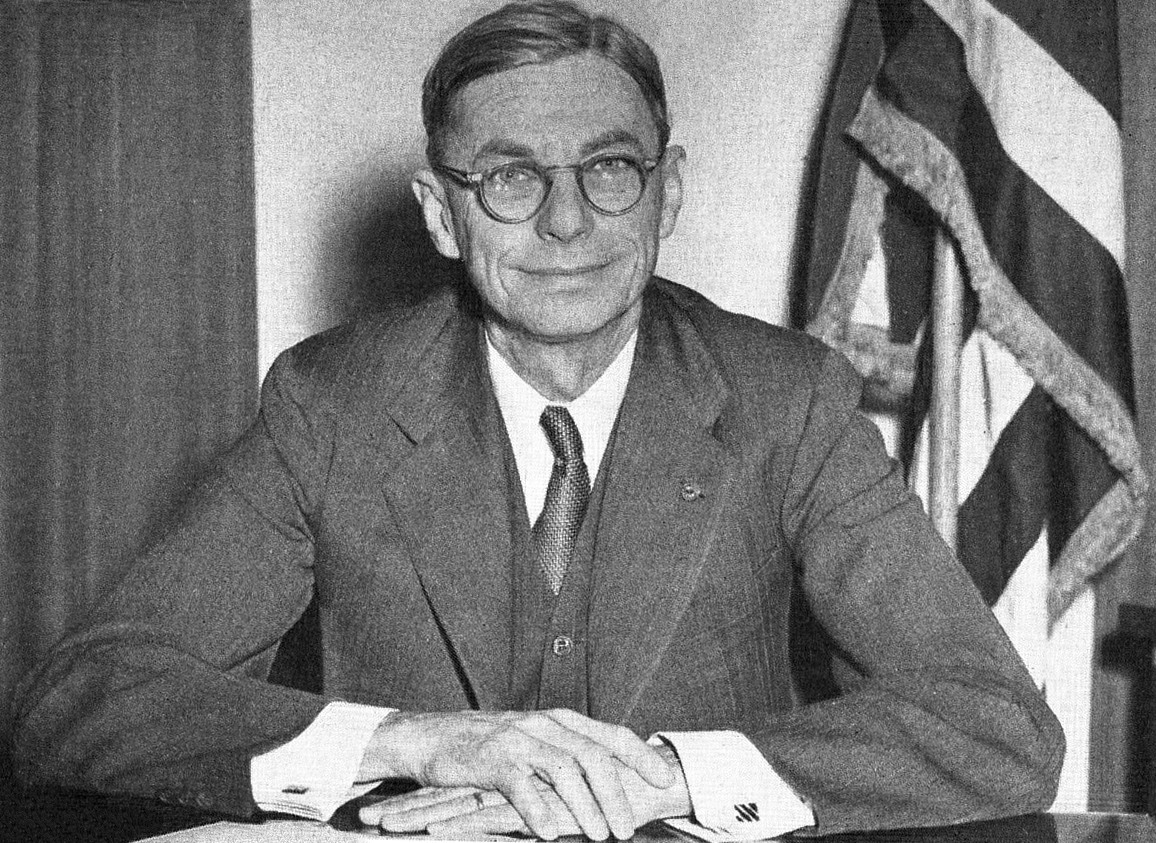
Конант как Верховный комиссар США в Германии, 1953.

В апреле 1951 года к Конанту обратился государственный секретарь Дин Ачесон с просьбой заменить Джона Дж. Макклоя на посту Верховного комиссара США в Германии, но он отказался. Однако после того, как Эйзенхауэр был избран президентом в 1952 году, новый государственный секретарь Джон Фостер Даллес снова предложил Конанту эту должность, и на этот раз он согласился. На заседании Гарвардского Совета 12 января 1952 года Конант объявил, что уйдёт на пенсию в сентябре 1953 года после двадцати лет работы в Гарварде, достигнув шестидесятилетнего пенсионного возраста.
В Германии было много важных вопросов, требующих решения. Она все ещё была оккупирована Советским Союзом, Соединёнными Штатами, Великобританией и Францией. Работа с союзниками была главной задачей Верховного комиссара. Западная Германия, состоящая из зон, оккупированных тремя западными державами, в 1949 году получила контроль над своими собственными делами, за исключением обороны и внешней политики. Хотя большинство немцев хотели нейтральной и воссоединённой Германии, администрация Эйзенхауэра стремилась сократить свои расходы на оборону, перевооружив Германию и заменив американских военных немецкими. Между тем, Комиссия по расследованию антиамериканской деятельности обвинила сотрудников Конанта в сочувствии коммунистам и призвала к сожжению книг авторов-коммунистов, хранящихся в библиотеках Информационного агентства США в Германии.
Первым кризисом, который произошёл на посту Конанта, было восстание 1953 года в Восточной Германии. Это выдвинуло вопрос воссоединения на первый план. Умелое решение этой проблемы Конрадом Аденауэром позволило ему легко выиграть переизбрание на пост канцлера Западной Германии в сентябре, и также укрепило его позиции в переговорах с Конантом. Аденауэр не хотел, чтобы его страна стала разменной монетой между Соединёнными Штатами и Советским Союзом или ядерным полем битвы — перспектива, возникшая в связи с появлением в 1953 году американского тактического ядерного оружия как часть новой политики администрации Эйзенхауэра. Конант лоббировал идею Европейского оборонительного сообщества, которое создало бы общеевропейские вооружённые силы. Казалось, это был единственный способ, по которому немецкое перевооружение было бы принято, но оппозиция из Франции разрушила план. Что Конант считал маленьким чудом, так это действия Франции, которые помогли Западной Германии стать частью НАТО со своей собственной армией.
В полдень 6 мая 1955 года Конант вместе с верховными комиссарами из Великобритании и Франции подписал документы о прекращении контроля союзников над Западной Германией, принятии её в НАТО и разрешение на перевооружение. Управление Верховного комиссара Соединённых Штатов было упразднено, и вместо этого Конант стал послом Соединённых Штатов в Западной Германии. Теперь его роль заключалась в том, чтобы побудить Западную Германию наращивать свои силы, одновременно заверяя немцев в том, что это не приведёт к выводу войск Соединённых Штатов. Свободно владея немецким языком, Конант произносил речи для немецкой аудитории. Он неоднократно посещал немецкие образовательные и научные организации.

### Дальнейшая жизнь
Конант вернулся в Соединённые Штаты в феврале 1957 года и переехал в квартиру в Верхнем Ист-Сайде Нью-Йорка. В период с 1957 по 1965 год Корпорация Карнеги в Нью-Йорке дала ему более миллиона долларов для написания исследований в области образования. В 1959 году он опубликовал «Американская старшая школа сегодня». Книга стала бестселлером, в результате чего Конант появился на обложке журнала Time 14 сентября 1959 года. В своей работе Конант призвал к ряду реформ, в том числе к объединению средних школ в более крупные органы, которые могли бы предложить более широкий выбор учебных программ. Критики американской системы, которые надеялись на систему образования, основанную на европейской модели, обрушились на неё, но это привело к волне реформ по всей стране. Его последующая работа «Трущобы и пригороды» в 1961 году была гораздо более противоречивой в отношении расовых проблем. Считая десегрегационные перевозки непрактичными, Конант призвал американцев «принять» де-факто раздельные школы. Это не понравилось правозащитным группам, и в 1964 году Конант был вынужден признать, что был неправ. В «Образование американских учителей» в 1963 году Конант выразил критику касательно подготовки преподавателей. Больше всего споров вызвала его защита порядка, по которому учителя были сертифицированы независимыми органами, а не педагогическими колледжами.
Президент Линдон Джонсон вручил Конанту Президентскую медаль свободы с особым отличием 6 декабря 1963 года. Он был избран на эту награду президентом Джоном Ф. Кеннеди, но церемония была отложена и прошла после убийства Кеннеди в ноябре 1963 года. В феврале 1970 года президент Ричард Никсон вручил Конанту Премию атомных новаторов от Комиссии по атомной энергии. Другие награды, которые Конант получил в течение своей долгой карьеры, включали Орден Почётного легиона, присуждённый в 1936 году во Франции, и Почётный Орден Британской империи, присвоенный Великобританией в 1948 году, а также он был награждён Большим крестом ордена «За заслуги перед Федеративной Республикой Германия». Он также был удостоен более 50 почётных степеней и был посмертно введён в Зал Славы Альфа Чи Сигмы, профессионального братства в области химических наук, в 2000 году.
Между 1965 и 1969 годами Конант, страдающий заболеванием сердца, работал над своей биографией «Мои несколько жизней» (англ. My Several Lives). Его здоровье ухудшалось и он перенёс серию инсультов в 1977 году. Он умер в доме престарелых в Хановере, Нью-Гэмпшир 11 февраля 1978 года. Его тело было кремировано, а его прах похоронен на семейном участке Тейер-Ричардс на Кладбище Маунт-Оберн (Mount Auburn Cemetery). Его документы находятся в архиве Гарвардского университета. Среди них был запечатанный коричневый конверт из Манилы, который Конант передал в архив в 1951 году, с указанием, что он должен быть открыт президентом Гарварда в 21 веке. Открытый 28-м президентом Гарварда Дрю Фауст в 2007 году, в нём содержалось письмо, в котором Конант выразил свои надежды и опасения насчёт будущего. «Вы… будете руководить более процветающим и значимым учреждением, чем тем, которые я имею честь возглавлять», — написал он. «Я уверен, что Гарвард будет поддерживать традиции академической свободы, терпимости к ереси».

## Наследие
Средняя школа Джеймса Б. Конанта (James B. Conant High School), открытая Конантом в 1961 году, была названа в честь его имени.

## Аспиранты
Бывшими аспирантами Конанта были:
- Луи Физер — химик-органик и почётный профессор Гарвардского университета, известный как изобретатель эффективной в военном отношении формы напалма. Его отмеченное наградами исследование включало в себя работу по свёртыванию крови, включая первый синтез витамина К, синтез и скрининг хинонов как противомалярийных препаратов, работу со стероидами, ведущими к синтезу кортизона, и изучение природы полициклических ароматических углеводородов.
- Бенджамин С. Гарви — известный химик из BFGoodrich, который занимался разработкой синтетического каучука, внёс вклад в понимание вулканизации и разработал методы для мелкомасштабной оценки каучуков.
- Фрэнк Вестхаймер — почётный профессор химии Морриса Лёба в Гарвардском университете.[151]

## Труды
- Conant, J. B.; Black, N. H. Practical Chemistry: Fundamental Facts and Applications to Modern Life (англ.). — New York: Macmillan, 1920.
- Conant, J. B. Organic Chemistry (неопр.). — New York: Macmillan, 1928.
- Conant, J. B. Education in a Divided World (неопр.). — Cambridge: Harvard University Press, 1948.
- Conant, J. B. The Education of American Teachers (неопр.). — New York: McGraw-Hill Education, 1963.
- Conant, J. B. Shaping Educational Policy (неопр.). — New York: McGraw-Hill Education, 1964.
- Conant, J. B. Two Modes of Thought (неопр.). — New York: Trident Press, 1964.